# فرناندو أنطونيو برموديز أرياس
فرناندو أنطونيو برموديز أرياس (بالإسبانية: Fernando Antonio Bermúdez Arias)‏ هو طبيب قلب فنزويلي، ولد في 30 مايو 1933 في سان كريستوبال في فنزويلا، وتوفي في 10 ديسمبر 2007 في ماراكايبو في فنزويلا.